# Claudia Schmidt (femme politique)
Pour les articles homonymes, voir Claudia Schmidt et Schmidt.
Claudia Schmidt, née le 26 avril 1963 à Salzbourg (Autriche), est une femme politique autrichienne, membre du Parti populaire autrichien.

## Biographie
Elle est députée européenne de 2014 à 2019. Elle siège au sein du groupe du Parti populaire européen.